# Сивачи
Сивачи — посёлок в Шелопугинском районе Забайкальского края, Россия. Входит в состав сельского поселения «Нижне-Шахтаминское».

## История
В 1966 г. указом президиума ВС РСФСР поселок подсобного хозяйства Сивачи переименован в Сивачи.

## Население
| 2010 | 2021 |
| ---- | ---- |
| 179  | ↘147 |